# Championnat de Curaçao de football 2018-2019
Navigation
Saison précédente Saison suivante
La saison 2018-2019 du Championnat de Curaçao de football est la neuvième édition de la Sekshon Pagá, le championnat de première division à Curaçao. Les dix meilleures équipes de l'île sont regroupées au sein d’une poule unique où elles s’affrontent au cours de plusieurs phases, avec des qualifications successives, jusqu'à la finale nationale. En fin de saison, le dernier du classement est relégué et remplacé par le champion de deuxième division.
C'est le VESTA Willemstad qui est sacré cette saison après avoir battu le RKSV Scherpenheuvel en finale. Il s’agit du tout premier titre de champion de Curaçao de l’histoire du club.

## Les clubs participants
- UD Banda Abou
- CSD Barber
- RKSV Centro Dominguito – Tenant du titre
- SU Brion-Trappers – Promu de Sekshon Amatùr
- CRKSV Jong Colombia
- CRKSV Jong Holland
- RKSV Scherpenheuvel
- SV Victory Boys
- Inter Willemstad
- VESTA Willemstad

## Compétition
Le barème utilisé pour établir le classement est le suivant :
- Victoire : 3 points
- Match nul : 1 point
- Défaite : 0 point

### Saison régulière
| Rang | Équipe                 | Pts | J  | G  | N | P  | Bp | Bc | Diff |
| ---- | ---------------------- | --- | -- | -- | - | -- | -- | -- | ---- |
| 1    | RKSV Scherpenheuvel    | 41  | 18 | 13 | 2 | 3  | 34 | 12 | +22  |
| 2    | RKSV Centro Dominguito | 35  | 18 | 10 | 5 | 3  | 26 | 19 | +7   |
| 3    | CRKSV Jong HollandT    | 30  | 18 | 9  | 3 | 6  | 28 | 24 | +4   |
| 4    | UD Banda Abou          | 27  | 18 | 7  | 6 | 5  | 33 | 24 | +9   |
| 5    | CSD Barber             | 25  | 18 | 7  | 4 | 7  | 33 | 27 | +6   |
| 6    | VESTA Willemstad       | 25  | 18 | 7  | 4 | 7  | 29 | 26 | +3   |
| 7    | Inter Willemstad       | 23  | 18 | 6  | 5 | 7  | 23 | 21 | +2   |
| 8    | SV Victory Boys        | 19  | 18 | 4  | 7 | 7  | 15 | 22 | -7   |
| 9    | SU Brion-TrappersP     | 18  | 18 | 5  | 3 | 10 | 22 | 30 | -8   |
| 10   | CRKSV Jong Colombia    | 6   | 18 | 1  | 3 | 14 | 14 | 52 | -38  |

|  | Qualification pour le Kaya 6                    |
|  | Relégation en Sekshon Amatùr                    |
|  | T : Tenant du titre P : Promu de Sekshon Amatùr |

### Kaya 6
| Rang | Équipe                 | Pts | J | G | N | P | Bp | Bc | Diff |  | Résultats (▼ dom., ► ext.) | Sch | Wil | DBa | JHo | Dom | BAb |
| ---- | ---------------------- | --- | - | - | - | - | -- | -- | ---- |  | -------------------------- | --- | --- | --- | --- | --- | --- |
| 1    | RKSV Scherpenheuvel    | 11  | 5 | 3 | 2 | 0 | 7  | 2  | +5   |  | RKSV Scherpenheuvel        |     | 2-1 |     |     | 1-0 | 3-0 |
| 2    | VESTA Willemstad       | 10  | 5 | 3 | 1 | 1 | 9  | 4  | +5   |  | VESTA Willemstad           |     |     |     | 2-0 |     | 3-1 |
| 3    | CSD Barber             | 9   | 5 | 2 | 3 | 0 | 6  | 3  | +3   |  | CSD Barber                 | 1-1 | 0-0 |     | 1-0 |     |     |
| 4    | CRKSV Jong HollandT    | 7   | 5 | 2 | 1 | 2 | 5  | 3  | +2   |  | CRKSV Jong HollandT        | 0-0 |     |     |     |     | 4-0 |
| 5    | RKSV Centro Dominguito | 4   | 5 | 1 | 1 | 3 | 3  | 6  | -3   |  | RKSV Centro Dominguito     |     | 1-3 | 1-1 | 0-1 |     |     |
| 6    | UD Banda Abou          | 0   | 5 | 0 | 0 | 5 | 2  | 14 | -12  |  | UD Banda Abou              |     |     | 1-3 |     | 0-1 |     |

|  | Qualification pour le Kaya 4                    |
|  | T : Tenant du titre P : Promu de Sekshon Amatùr |

### Kaya 4
| Rang | Équipe              | Pts | J | G | N | P | Bp | Bc | Diff |  | Résultats (▼ dom., ► ext.) | Sch | Wil | DBa | JHo |
| ---- | ------------------- | --- | - | - | - | - | -- | -- | ---- |  | -------------------------- | --- | --- | --- | --- |
| 1    | RKSV Scherpenheuvel | 7   | 3 | 2 | 1 | 0 | 8  | 2  | +6   |  | RKSV Scherpenheuvel        |     | 1-1 |     | 3-0 |
| 2    | VESTA Willemstad    | 5   | 3 | 1 | 2 | 0 | 4  | 2  | +2   |  | VESTA Willemstad           |     |     | 0-0 |     |
| 3    | CSD Barber          | 4   | 3 | 1 | 1 | 1 | 5  | 5  | 0    |  | CSD Barber                 | 1-4 |     |     | 4-1 |
| 4    | CRKSV Jong HollandT | 0   | 3 | 0 | 0 | 3 | 2  | 10 | -8   |  | CRKSV Jong HollandT        |     | 1-3 |     |     |

|  | Qualification pour la finale nationale |

### Finale nationale
| 11 août 2019 | VESTA Willemstad | 0 - 0 | RKSV Scherpenheuvel |  |  |
|              |                  |       |                     |  |  |
|              | Tirs au but 3-1  |       |                     |  |  |

## Bilan de la saison
| Championnat de Curaçao de football 2018-2019        |                              |
| Champion                                            | VESTA Willemstad (1er titre) |
| Qualifications continentales                        |                              |
| Championnat des clubs caribéens de la CONCACAF 2020 | VESTA Willemstad             |
| Promotions et relégations                           |                              |
| Promus en Sekshon Pagá                              | SV Hubentut Fortuna          |
| Relégués en Sekshon Amatùr                          | CRKSV Jong Colombia          |